# Dipinacia athetica
Dipinacia athetica là một loài bướm đêm trong họ Noctuidae.